# Dianthus hypanicus
Dianthus hypanicus is een plant uit de anjerfamilie (Caryophyllaceae).. De soort is endemisch in het stroomdal van de Zuidelijke Boeg in Oekraïne. Vanwege het beperkte verspreidingsgebied is de soort zeer kwetsbaar en staat de soort vermeld op Appendix I van de Conventie van Bern (1979). De wetenschappelijke naam van de soort werd gepubliceerd door Anton L. Andzjejovsky in 1860.
... · 
D. acicularis ·  
D. alpinus (Alpenanjer) ·  
D. armeria (Ruige anjer) ·  
D. barbatus (Duizendschoon) ·  
D. callizonus ·  
D. carthusianorum (Kartuizer anjer) ·  
D. caryophyllus (Tuinanjer) ·  
D. chinensis (Chinese anjer) ·  
D. deltoides (Steenanjer) ·  
D. gratianopolitanus (Rotsanjer) ·  
D. hypanicus ·  
D. lumnitzeri ·  
D. plumarius (Grasanjer) ·  
D. sternbergii ·  
D. superbus (Prachtanjer) ·  
D. sylvestris (Bosanjer) ·    
...